# Verkehrslagedienst
Ein Verkehrslagedienst (auch Verkehrsinformationsdienst) ist ein Dienst, der die Informationen über die aktuelle Verkehrslage (Aufkommen, Behinderungen, Stau) über Fernsehen, Radio, Funk, Telefon, Internet und andere Medien zur Verfügung stellt.
Der Einsatz solcher Dienste gewinnt mit der Zunahme des Verkehrs (vor allem im Straßenverkehr) zunehmend an Bedeutung.

## Einsatz im Straßenverkehr
Die ersten Staumeldungen wurden von Radiosendern verbreitet. Als Informationsquelle dienten meist Meldungen der Polizei, Automobilclubs, menschlichen Staumeldern und diversen auf den Straßen installierten Sensoren. All diese Meldungen flossen später in das Traffic Message Channel (TMC) System, welches inzwischen von fast allen Navigationssystemen unterstützt wird. Das System wird von diversen Radiosendern über UKW-Funk verbreitet. Die Quellen und der Übertragungsweg haben sich aber als zu langsam, zu ungenau und zu fehleranfällig gezeigt. Viele Staus werden zu spät oder falsch gemeldet. Außerdem werden fast nur Autobahnen berücksichtigt. Landstraßen und Innenstädte bleiben außen vor.

Wegen der Verbreitung des Mobilfunkinternets hat TomTom zusammen mit Vodafone TomTom HD Traffic entwickelt. Dieser Dienst ermöglicht eine nahezu lückenlose Überwachung vielbefahrener Straßen mithilfe der bestehenden Infrastruktur des Mobilfunks. Dabei werden die Bewegungsdaten der in den Fahrzeugen mitgeführten Mobilfunkgeräte (vor allem Mobiltelefone) anonymisiert erfasst und an eine zentrale Stelle übertragen. Aus den Daten werden Verkehrsprofile erstellt und an die mit dem Internet verbundenen TomTom-Live-Navigationsgeräte direkt übermittelt. So wird eine genauere Berechnung der Ankunftszeit und eine effektivere Stauumfahrung ermöglicht. TomTom verspricht eine Aktualisierung der Daten alle zwei Minuten.
Dem gleichen Lösungsansatz folgt das vom ADAC betriebene Floating Car Data-Modell. Hierbei werden Bewegungsdaten aus Telematik-Systemen verarbeitet. Die zentrale Erfassung und Auswertung der fahrzeuggestützten Telematik-Daten wird durch anonymisierte Informationen der Telematikanbieter ENAiKOON, GPSoverIP und Punch Telematix kontinuierlich mit Daten versorgt. Auf Basis dieser Daten kann die Verkehrsdichte von Fahrzeugen auf öffentlichen Verkehrswegen räumlich und zeitlich ausgewertet werden. Ergebnis sind präzisere und zeitnahe Staumeldungen sowie eine verkehrsdichteabhängige Verkehrsleitung.
Im Sommer 2011 starteten Audi und BMW als erste Autohersteller mit ähnlichen Online-Verkehrsinformationssystemen in den integrierten Navigationssystemen. Mercedes-Benz hat 2013 nachgezogen. Zusammen betreiben diese drei Automobilhersteller das Navigationssystem Here.

### Datenquellen
- Polizei
- Straßenmeistereien
- Automobilclubs
- Staumelder

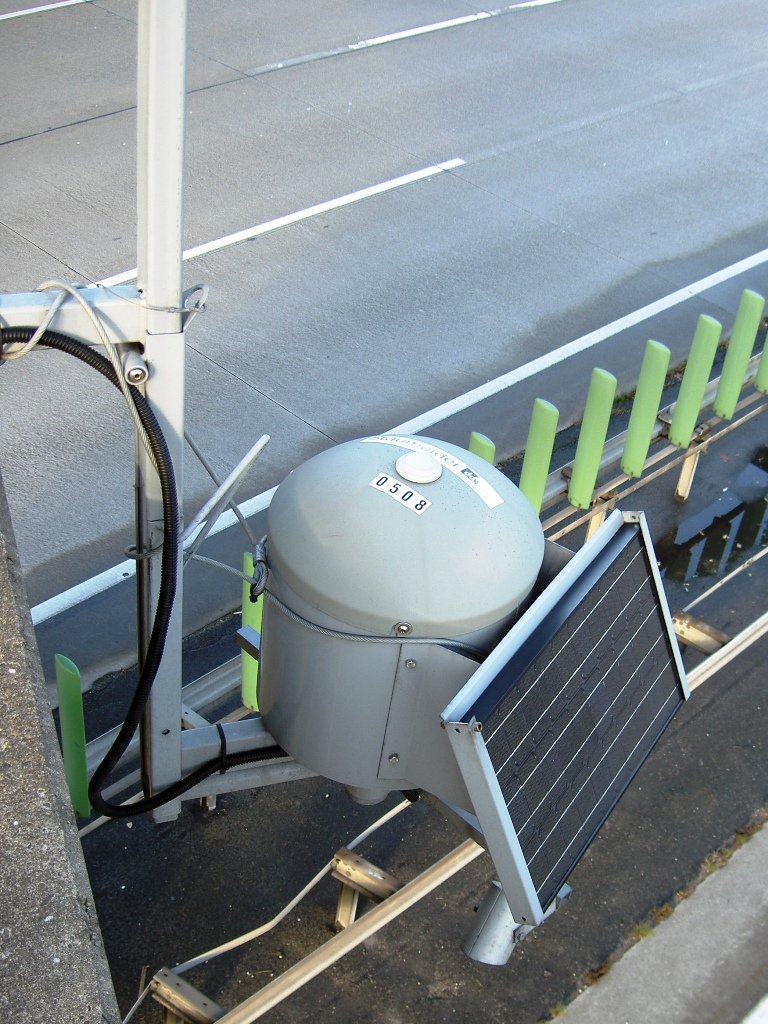
Staumelder an der Bundesautobahn 5 in Deutschland

- Straßensensoren (Induktionsschleifen, Lichtschranken, Kameras)
- Floating Phone Data (FPD) – Mobilfunkanbieterseitige Positions- und Bewegungsermittlung durch Zellumbuchung des mobilen Empfängers
- Floating Car Data (FCD), bzw. Floating Device Data (FDD) – Empfängerseitige Positions- und Bewegungsermittlung durch ein satellitengestütztes Navigationssystem (meist GPS) und Hochladen der Daten zum Dienstanbieter (meist mittels EDGE/UMTS):
  - GPS-Online-Empfänger (Navigations-Endgeräte und Smartphone-Applikationen)
  - Flottenfahrzeuge von Taxi- und Logistikunternehmen und anderen teilnehmenden Dienstleistern im Straßenverkehr
  - Mautsystem-Transponder (On-Board-Units (OBU))

### Quelldienste
| Bezeichnung                                        | Start    | Abdeckung | Datenquellen | Echtzeitdaten | Verkehrsfluss innerorts        | Anzahl der fest installierten Sensoren in D              | Anzahl der FPD, FCD/FDD Sender/Empfänger in D                                 | Datenaktualisierung Frequenz |
| -------------------------------------------------- | -------- | --- | --- | ------------- | ------------------------------ | -------------------------------------------------------- | ----------------------------------------------------------------------------- | ---------------------------- |
| TMC-Forum                                          | ca. 1997 | Weltweit verbreitet | Polizei, Automobilclubs, Staumelder | Nein          | Nein                           | unbekannt                                                | keine                                                                         | unbekannt                    |
| TomTom (HD) Traffic                                | 2007     | 43 Länder weltweit: AR, AT, AU, BE, BR, CA, CH, CO, CZ, DE, DK, ES, FI, FR, GB, GI, GR, HK, HU, ID, IE, IT, LI, LU, MC, MT, MX, MY, NL, NO, NZ, PL, PT, RU, SE, SG, SK, SM, TH, TR, TW, US, ZA | FPD (in D Vodafone), FCD (aktive TomTom LIVE Navigationsgeräte), TMC (für redaktionelle Infos wie Baustellen, längerfristige Straßensperren und absehbare Verkehrsprobleme) Polizei und Notdienste | Ja            | Ja                             | unbekannt                                                | ca. 36 Mio. Vodafone Mobilfunkgeräte + TomTom LIVE Geräte                     | alle 120 Sek.                |
| HERE (vormals NAVTEQ Traffic, ursprünglich TMCpro) | 2009     | unbekannt | eigene Straßensensoren, FCD (online GPS-Endgeräte), Polizei und Notdienste | Ja            | Ja (eingeschränkt da kein FPD) | ca. 10.000                                               | unbekannt (Anzahl der aktiven verbundenen Clients)                            | unbekannt                    |
| INRIX XD Traffic                                   | Q4 2010  | >30 Länder in Europa, Nordamerika, Südamerika, Afrika, China, Russland und Australien | Automobilclubs, FCD (Fahrzeug-Flottenpartner, Daten aus online GPS-Endgeräten und Smartphone-Applikationen), Floating Phone Data in ausgewählten Ländern                                           | Ja            | Ja                             | ja nach Verfügbarkeit, Induktionsschleifen, Kameras etc. | über 100 Mio. Fahrzeuge und Endgeräte weltweit                                | permanent                    |
| Google Live Traffic                                | 2008     | A, AUS, B, CDN, CH, CZ, D, DK, E, F, GB, IL, IRL, J, L, NL, PL, SK, USA | FCD (Android-Mobilfunkgeräte mit aktivierter Standortfreigabe), Wahrscheinlich auch TMC (für redaktionelle Infos wie Baustellen, längerfristige Straßensperren und absehbare Verkehrsprobleme)     | Ja            | Ja                             | unbekannt                                                | unbekannt (Zahl der Android-Mobilfunkgeräte mit aktivierter Standortfreigabe) | unbekannt                    |

### Endnutzerdienste
| Bezeichnung                                        | Verbreitung              | Aktiv in D seit | Empfang D Empfangsgeräte | Quelldienst                                       | Empfänger | Mobilfunkvertrag | Kommentar |  |
| -------------------------------------------------- | ------------------------ | --------------- | --- | ------------------------------------------------- | --- | --- | --- |  |
| TMC                                                | UKW-RDS                  | ca. 1997        | Weltweit verbreitet | TMC-Forum                                         | Diverse Navigationssysteme | nicht nötig | |  |
| TomTom LIVE Services (TomTom Traffic / HD Traffic) | Internet                 | Nov. 2008       | 43 Länder weltweit: AR, AT, AU, BE, BR, CA, CH, CO, CZ, DE, DK, ES, FI, FR, GB, GI, GR, HK, HU, ID, IE, IT, LI, LU, MC, MT, MX, MY, NL, NO, NZ, PL, PT, RU, SE, SG, SK, SM, TH, TR, TW, US, ZA                              | TomTom (HD) Traffic                               | TomTom LIVE Navigationsgeräte, TomTom iPhone- und Android-Apps, TomTom Online Routenplaner, Fahrzeuge von Mercedes-Benz mit Live Traffic-Integration (seit 2013), Fahrzeuge von VW mit Echzeitverkehrsinfos via Car-net-Paket (seit 2015) | bei TomTom Geräten dabei inkl. Roaming (alte Geräte: 49,95 € / Jahr, neue Geräte: im Kaufpreis enthalten), bei Apps eigener Datenvertrag | ältere LIVE-Geräte nicht in allen Ländern funktionsfähig |  |
| NAVIGON Live Services (Traffic Live)               | Internet                 | 2009            | A, B, CH, D, DK, E, F, FIN, GB, I, L, N, NL, S (in Apps auch H, IRL, PL, SLO und Nordamerika) | INRIX                                             | NAVIGON Live Navigationsgeräte, NAVIGON iPhone & Android App | bei NAVIGON Geräten dabei inkl. Roaming (49,95 € / Jahr), bei Apps eigener Datenvertrag                                                  | Der Dienst wird seit dem 14. Mai 2018 nicht mehr angeboten. Bestandskunden mit bestehendem Vertrag können den Dienst noch bis zum Sommer 2020 uneingeschränkt nutzen. |  |
| GARMIN NAVTEQ Traffic                              | UKW-RDS                  | 2009            | unbekannt | HERE                                              | Garmin Navigationsgeräte mit NAVTEQ Traffic (TMCpro) | nicht nötig | größere Verzögerung bei Echtzeitdaten gegenüber IP, kein Verkehrsfluss innerorts                                                                                      |  |
| GARMIN NAVTEQ Traffic PRO                          | Internet und DAB+ (TPEG) | 2010            | 19 europäische Länder | HERE                                              | Garmin nüLink/nüvifone Navigationsgeräte (connected devices) | bei GARMIN Geräten dabei inkl. Roaming (49,95 € / Jahr) über DAB+ kostenfrei im In- und Ausland                                          | |  |
| Audi Verkehrsinformationen online                  | Internet                 | Mai/Juni 2011   | Belgien, Dänemark, Deutschland, Finnland, Frankreich, Großbritannien, Italien, Luxemburg, Niederlande, Norwegen, Österreich, Polen, Portugal, Russland, Schweden, Schweiz, Slowakei, Slowenien, Spanien, Tschechien, Ungarn | INRIX XD Traffic, ab Mai 2014 auch TomTom Traffic | Alle Fahrzeuge (außer TT und R8) mit MMI Navigationssystem plus und Audi connect | eigener Datenvertrag des Smartphones | der Dienst selbst ist ab Erstaktivierung 3 Jahre kostenlos (sofern dieser innerhalb von 6 Monaten ab Fahrzeugerstzulassung erfolgt)                                   |  |
| BMW Real-Time Traffic Information (RTTI)           | Internet                 | Juli 2011       | A, B, CH, CZ, D, DK, E, F, GB, I, IRL, N, NL, P, PL, S | INRIX XD Traffic                                  | BMW 1er (F20) ab Juli 2011, alle anderen BMW-Modelle ab Fertigungsmonat September 2011 bzw. BMW-X-Modelle ab Oktober 2011. Voraussetzung ist die Sonderausstattung Navigationssystem Professional.                                        | in Dienst-Abonnement enthalten (auch Roaming), Übertragung über fahrzeugeigenes Funkmodul                                                | Dienst ist kostenpflichtig |  |
| Google Maps                                        | Internet                 | Juli 2011       | A, AUS, B, CDN, CH, CZ, D, DK, E, F, GB, IL, IRL, J, L, NL, PL, SK, USA | Google Live Traffic                               | Android Handy-Navigation, Google Maps Apps, Google Maps Online | eigener Datenvertrag des Smartphones | |  |
| Waze                                               | Internet                 | 2013            | A, AUS, B, CDN, CH, CZ, D, DK, E, F, GB, IL, IRL, J, L, NL, PL, SK, USA | Google Live Traffic, Waze-Data                    | Mobile Handy-Navigation, Waze | eigener Datenvertrag des Smartphones | Im Juni 2013 von Google gekauft. |  |